# ルパート (キャラクター)

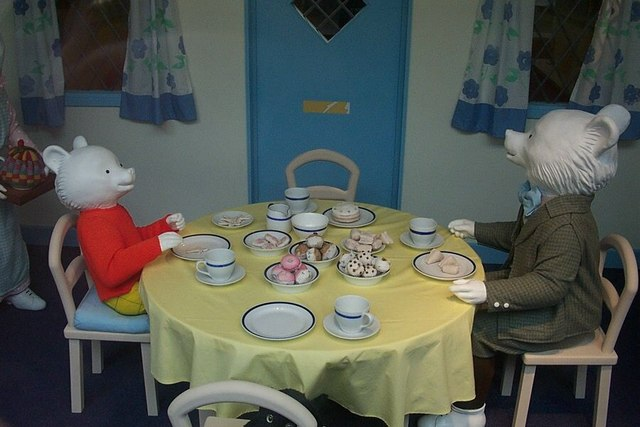
カンタベリーヘリテージミュージアムのルパート・ベアの展示。左がルパート、右は父親。2006年撮影。

『ルパート』(英: RUPERT)は、アーティストのメアリー・タートルにより作りだされ、英国の日刊新聞デイリー・エクスプレス(Daily Express) に1920年以来連載されている擬人化された白い熊ルーパト・ベア (Rupert Bear )をメインキャラクターとしたコミック・ストリップ（漫画の形式の一つ）、また、その主人公であるクマのキャラクター。

## 概要
最初の作者メアリー・タートルによる著作は1935年に終了し、以降アルフレッド・べストール（1935–1974）、フレディ・チャプレン（1965–1978）、ジェームス・ヘンダーソン（1978–1990）、イアン・ロビンソン（1990–2002）、スチュアート・トロッター（2008–現在）の複数の作者による製作チームへと受け継がれ現在まで連載され、メディアミックスされている。

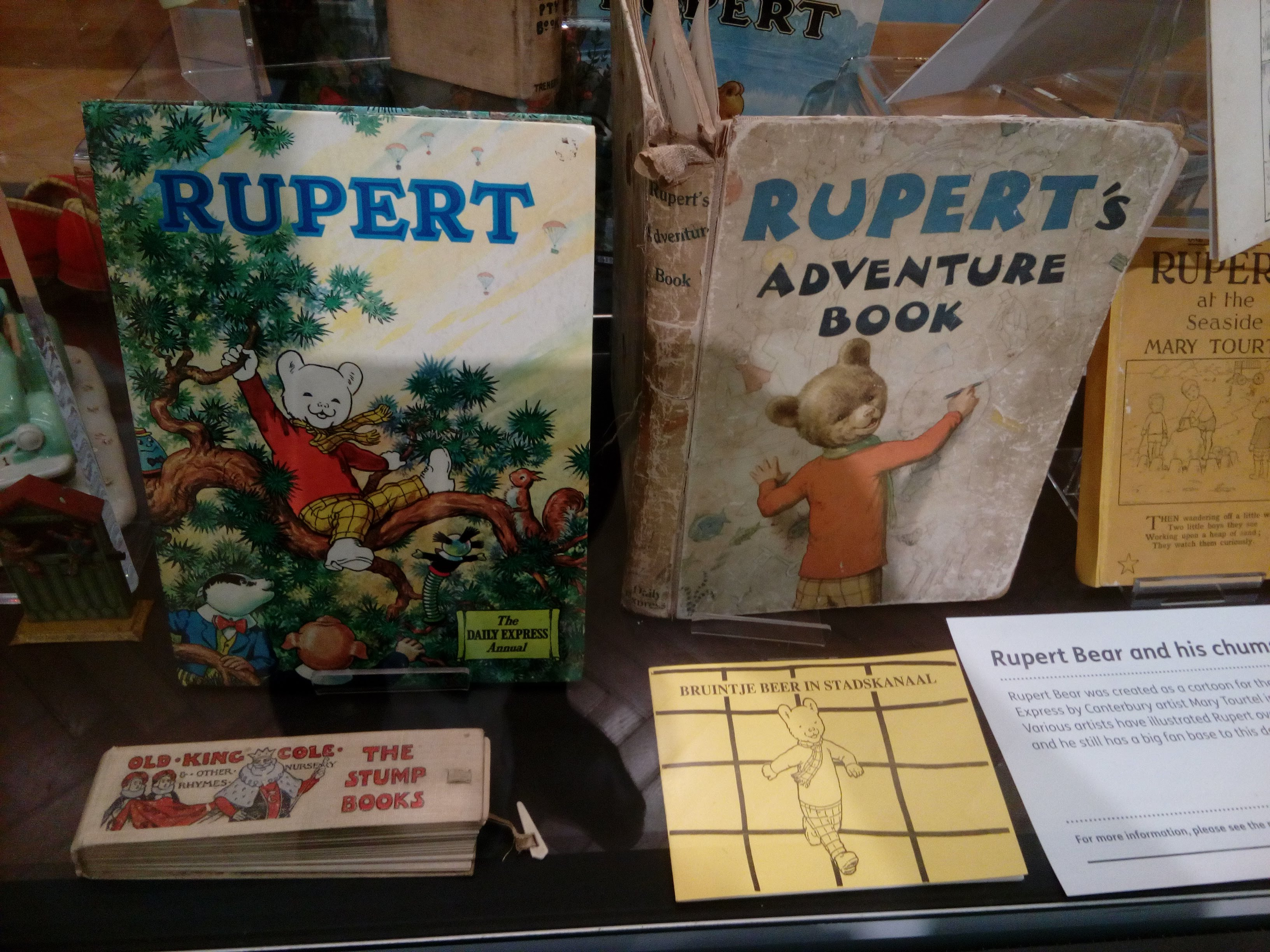
『ルパートアニュアル』（右）1940年、（左）1974年

- 「ルパートベアの冒険（英語版）」テレビシリーズ人形劇（1970–1977）
- 「ルパート」　テレビシリーズ静止画とナレーション（1985–1988）
- 「ルパード (TV アニメ)（英語版）」テレビシリーズアニメ（（1991–1997）
- 「ルパード・ベアFollow the Magic...（英語版）」テレビシリーズアニメ（2006–2008）
- 「ルパートとカエルの歌（英語版）」3DCGアニメ短編映画（1984）(ポール・マッカートニーの挿入歌「We All Stand Together（英語版）」がヒットした)

日本では英語の教材本として『RUPERT ３ヶ月で英語を攻略する』が出版されている。

## ギャラリー

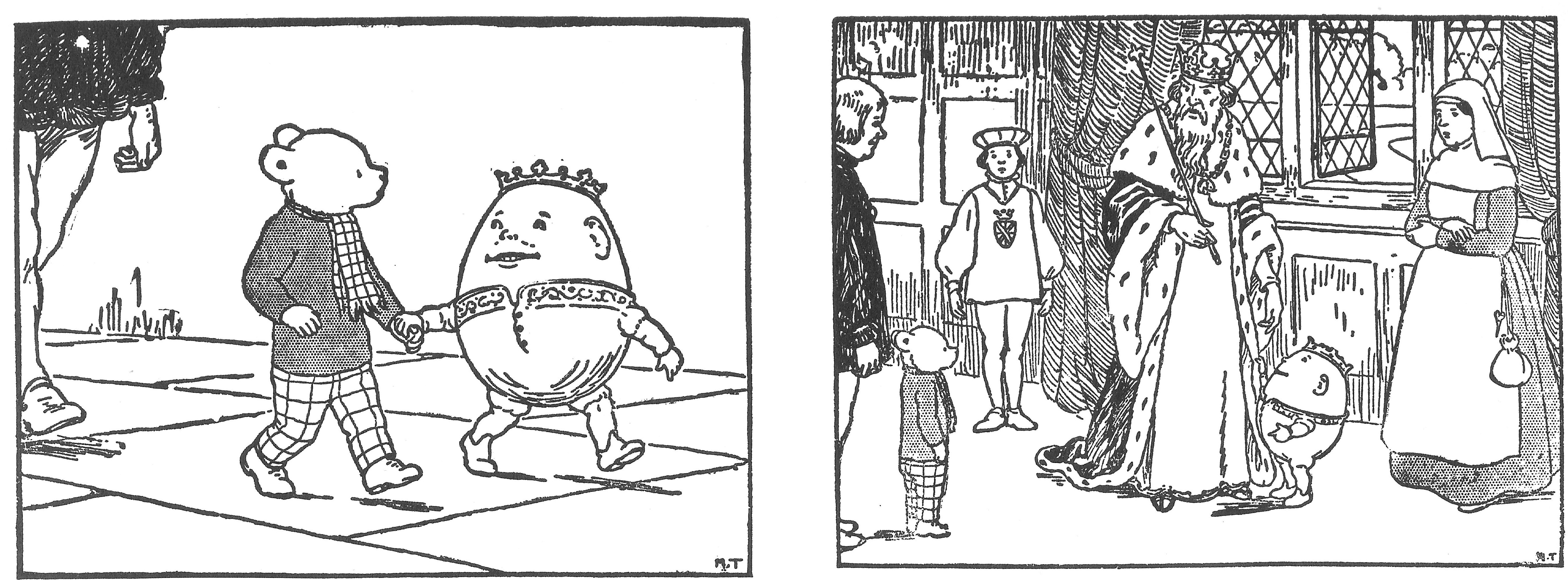
ルパートベアの冒険。第8シリーズ。ルパートベアとプリンスハンプティダンプティ。
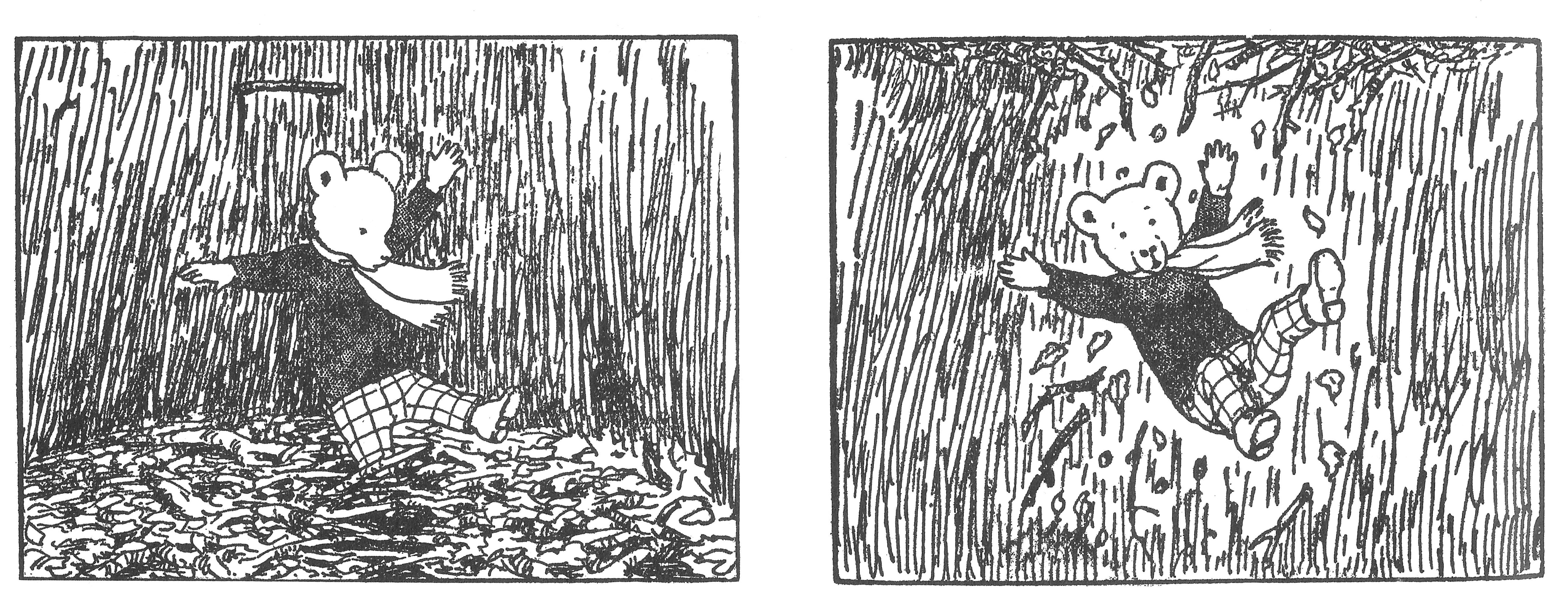
ルパートベアの冒険。第13シリーズ。ルパートベアと古い海の紳士。
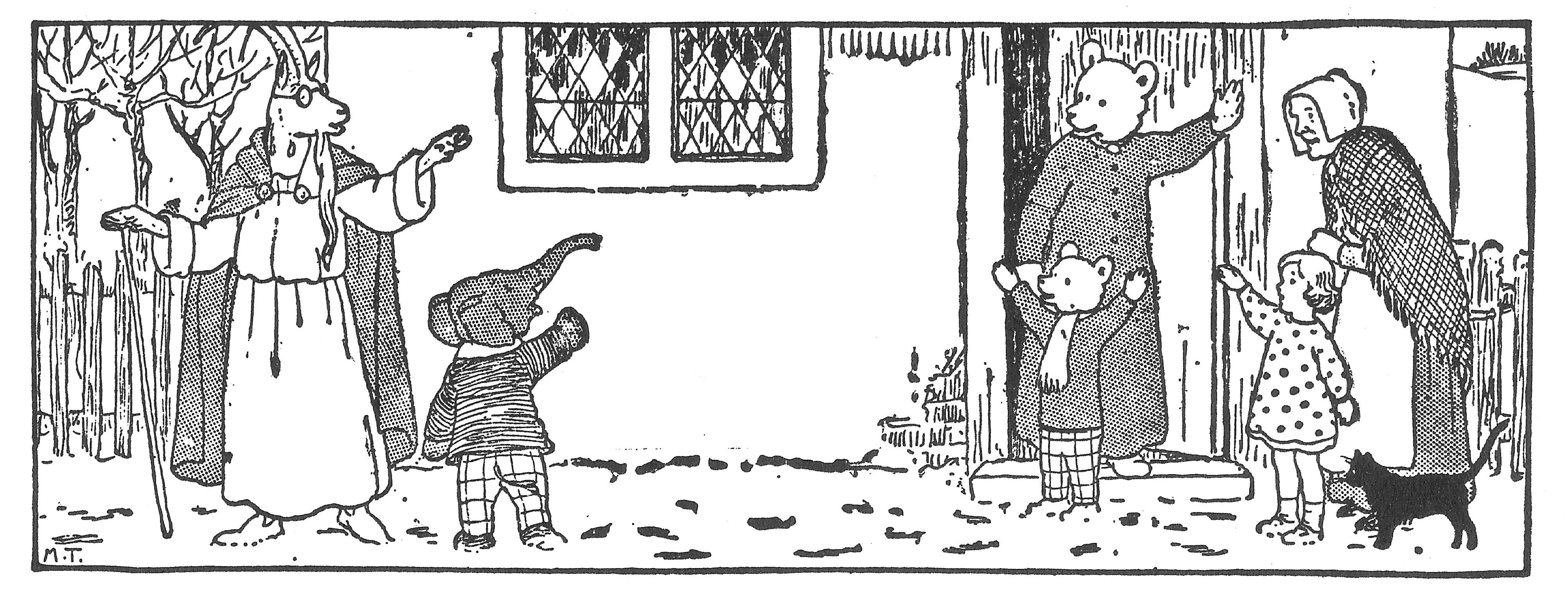
ルパートベアの冒険。第13シリーズ。ルパートベアと古い海の紳士。
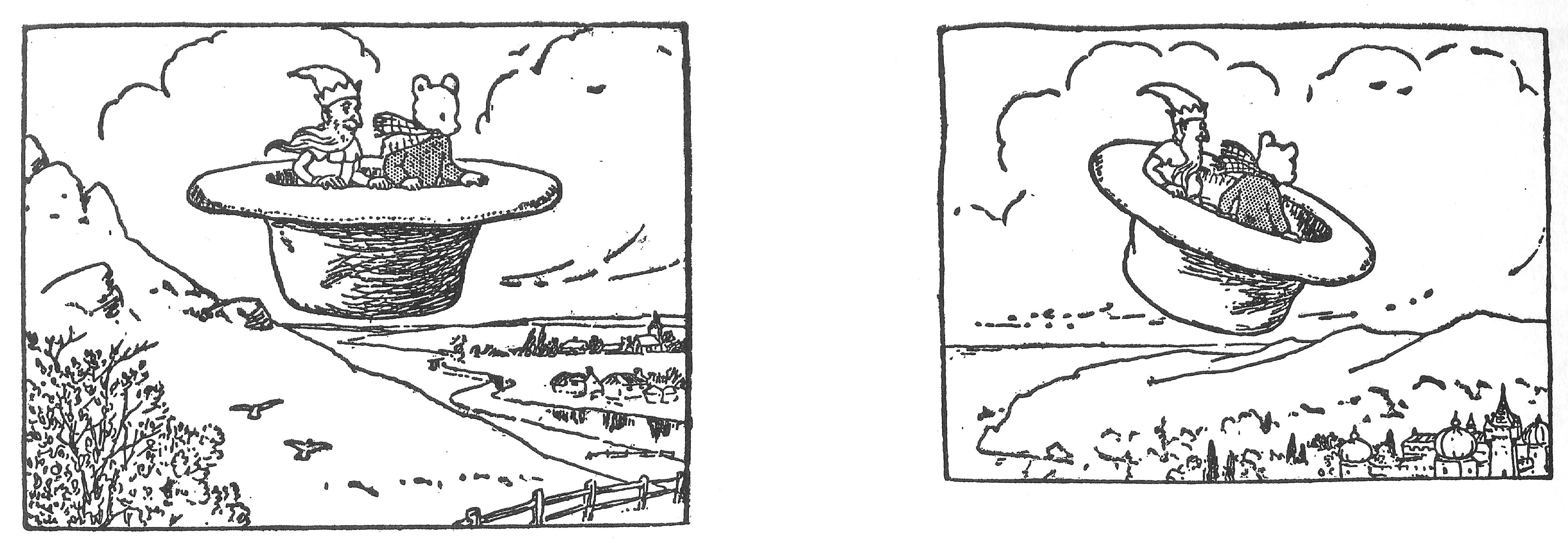
ルパートベアの冒険。第13シリーズ。ルパートベアとマジックハット。
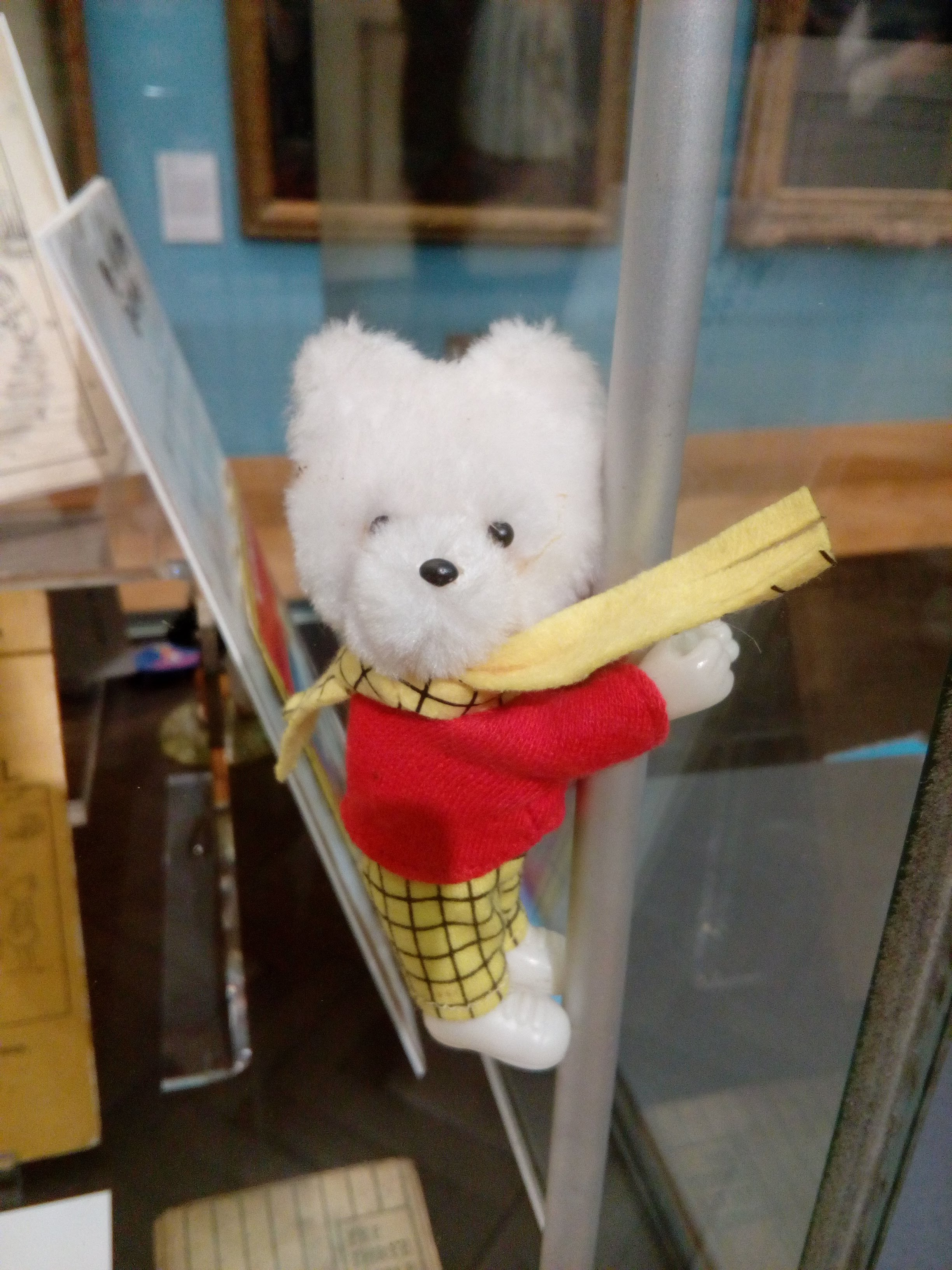
ぬいぐるみ